# Federal Trade Commission

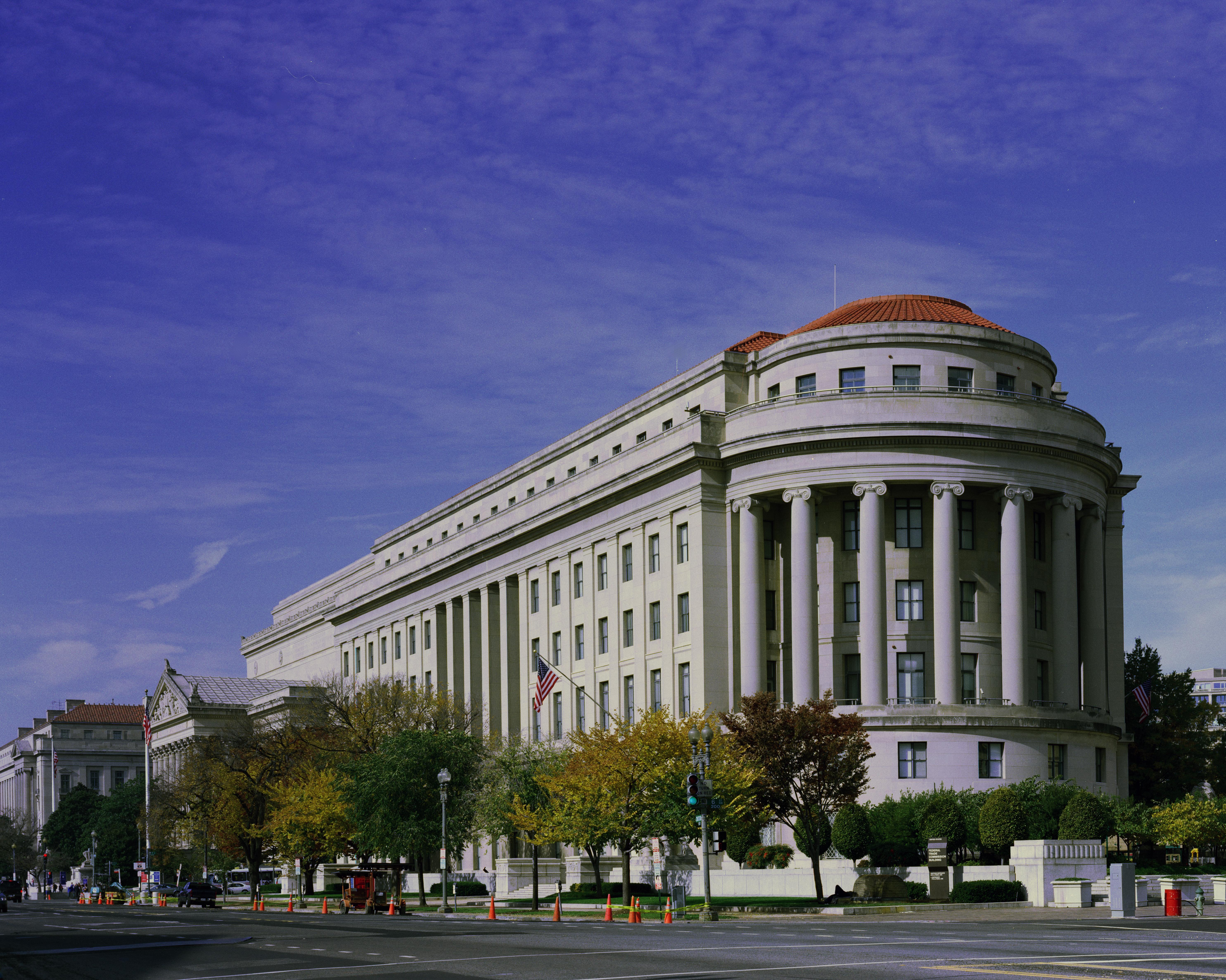
Sede della Federal Trade Commission in Constitution Avenue, Washington

La Federal Trade Commission è un'agenzia governativa statunitense, istituita nel 1914 a seguito del Federal Trade Commission Act. Il suo compito principale è di promuovere la tutela dei consumatori e l'eliminazione e la prevenzione di pratiche commerciali anticoncorrenziali, come il monopolio coercitivo. Ha sede nel Federal Trade Commission Building a Washington.

## Membri attuali
La tabella mostra la lista dei commissari a maggio 2018.
| Partito politico | Membro                     | Data giuramento   | Scadenza mandato  |
| ---------------- | -------------------------- | ----------------- | ----------------- |
| Repubblicano     | Joseph Simons (presidente) | 1 maggio 2018     | 26 settembre 2024 |
| Democratico      | Rohit Chopra               | 2 maggio 2018     | 22 settembre 2019 |
| Repubblicano     | Noah Joshua Phillips       | 2 maggio 2018     | 26 settembre 2023 |
| Democratico      | Rebecca Kelly Slaughter    | 2 maggio 2018     | 26 settembre 2022 |
| Repubblicano     | Christine Wilson           | 26 settembre 2018 | 25 settembre 2025 |